# Albedó
Az albedó latin eredetű szó, jelentése: fehérség.
1. A narancsbogyó külső rétegét, a jellegzetes sárga színű héját a kereskedelemben – színe alapján – „flavedó”-nak nevezik. A belső, fehér réteg taplószerű, melyet „albedó”-nak neveznek.
2. Általánosságban az albedó egy felületre érkező elektromágneses sugarak visszaverődési képességének mérőszáma.

Az albedót legtöbbször a látható hullámhossztartományban vizsgáljuk, azaz a tárgyra érkező látható fény mennyiségének a tárgy által visszavert (százalékos) arányát értjük rajta. A 100% albedójú test a rá eső fényt teljes egészében visszaveri, a 0%-os albedójú pedig minden fényt elnyelő abszolút fekete test.

## Néhány jellemző értéke
- a Föld átlagos albedója: 39%
- friss hófelszín: 80–90%
- füves terület: 20–30%
- erdő: 5–10%
- a Hold átlagosan: 7%, helytől függően: 4–14% között

Az óceánok is alacsonyabb értékkel bírnak. A jelenleg ismert legnagyobb albedója a Szaturnusz egyik holdjának, az Enceladusnak van (99%).

## Felhők
A felhők albedója számos tényezőtől függ, ideértve a felhők magasságát, méretét, a felhőn belüli cseppek méretét és számát. 
A felhők színe a szinte vakítóan fényes fehértől a sötétszürkén át a feketéig terjed. Ez azért van, mert a vízcseppek szórják a fényt: a nagyobb cseppeknek nagyobb a felszínük és több fényt vernek vissza, ezáltal a nagyobb cseppeket tartalmazó felhők sötétebbnek látszanak. Az albedó szempontjából a felhők különleges helyzetben vannak, hiszen a földfelszínről és felülről, a világűr felől is láthatóak. A felhők albedója (még a viharfelhőké is) nagyobb, mint az átlagos földfelszíné.